# Lewis Banda
Lewis Simon Banda (* 16. September 1982 in Tshabalwa) ist ein simbabwischer Leichtathlet, der sich auf den 400-Meter-Lauf spezialisiert hat.

## Karriere
Bereits in seiner Schulzeit an der Milton High School in Bulawayo war Banda, der nebenbei auch Rugby spielte, als Leichtathlet erfolgreich. 2001 wurde er bei den Leichtathletik-Juniorenafrikameisterschaften in Réduit jeweils Zweiter im 400- und im 200-Meter-Lauf. 2003 begann er ein Studium in Rechnungswesen an der Arizona State University in Tempe, wo er die Mannschaft der Sun Devils verstärkte.
Bei den Leichtathletik-Afrikameisterschaften 2004 in Brazzaville gewann er mit der simbabwischen 4-mal-400-Meter-Staffel die Goldmedaille. Kurz darauf
nahm er an den Olympischen Spielen 2004 in Athen teil und erreichte im 400-Meter-Lauf die Halbfinalrunde. Bei den Leichtathletik-Afrikameisterschaften 2006 in Bambous belegte er über dieselbe Distanz den siebten Platz. 2007 gewann er bei den Panafrikanischen Spielen in Algier als Schlussläufer in der 4-mal-100-Meter-Staffel gemeinsam mit Ngonidzashe Makusha, Gabriel Mvumvure und Brian Dzingai die Bronzemedaille. Auch die simbabwische 4-mal-400-Meter-Staffel führte er dort zu einer Bronzemedaille.
In den folgenden Jahren konnte er nicht an frühere Erfolge anknüpfen. Im 400-Meter-Lauf schied Banda sowohl bei den Olympischen Spielen 2008 in Peking als auch bei den Leichtathletik-Hallenweltmeisterschaften 2010 in Doha bereits in den Vorläufen aus.